# 大崎市立富永小学校
大崎市立富永小学校（おおさきしりつ とみながしょうがっこう）は宮城県大崎市にあった公立小学校である。

## 概要
旧古川市の富長地区の中心部に位置した小学校である。

## 沿革
- 1873年（明治6年） - 開校
- 1947年（昭和22年） - 富永村立富永小学校に改称
- 1954年（昭和29年） - 町村合併により、古川市立富永小学校に改称
- 1976年（昭和51年） - 富永幼稚園を併設校
- 2006年（平成18年） - 市町合併により、大崎市立富永小学校に改称
- 2021年（令和3年） 3月31日 - 児童数減少により、閉校。大崎市立古川北小学校に統合

## 通学区域
- 古川休塚字 後田・牛房田・新西田・寺浦・舞台・南川原・三ツ江・要害・要害西・要害前・郷士田（133-5）・沢目（休塚東区以外）・童子川（休塚東区以外）・中谷地（1～3，11）・二ツ江（休塚東区以外）・南田（1，40，49，51，96）・目見田（休塚東区以外）・熊ノ越（休塚東区以外）、古川狐塚字 押堀（27-1） 古川休塚字 郷士田（休塚西区以外）・沢目（30-2，34，35，43）・童子川（127）・中谷地（43-1，44-2，63-1）・二ツ江（17，18）・南田（2，5，61，100，101，103）・目見田（14，42）・熊ノ越（5，12）・一丁下・熊野・新田・下山・段ノ越・東田、古川狐塚字 （荒谷第一区・休塚東区以外）・古川馬放字 舘ノ内（18-1）・西田（7-1）、古川馬放字 （狐塚区以外）、古川長岡針字、古川富長字 牛房堀・山王・原嶋・孫屋敷・松見・要害・五右衛門（富長東区以外）・遠久根（富長東区以外）・馬頭観音（2）・新五右衛門（富長東区以外）、古川富長字 五右衛門（91）・遠久根（28）・馬頭観音（富長西区以外） 新五右衛門（110）・河童堀・北富長・北田・新森子田・古山王・町田・森子田、古川渕尻字10、古川上埣字、古川馬櫛字、古川下谷地字[2]

## 進学先中学校
- 卒業生が公立中学校を選択する場合は、古川北中学校へ進学する[2]。

## 学校教育目標
- 豊かな心と志をもち，自ら学び，たくましく生きる児童の育成
  - やさしい子
  - よくまなぶ子
  - たくましい子[1]

## 校訓
- 強志力行[1]